# Kurt Lütgen
Kurt Lütgen (25. listopadu 1911, Glietzig – 25. června 1992, Bad Salzuflen) byl německý spisovatel, píšící především knihy pro mládež.

## Životopis
Kurt Lütgen byl synem zemědělce. Po ukončení gymnázia studoval historii, germanistiku, filozofii a dějiny umění na univerzitě v Hallu.
Později se vyučil knihkupcem a od roku 1941 pracoval jako novinář a redaktor v Essenu. V letech 1941 až 1945, během 2. světové války, byl aktivní jako voják u zdravotní služby. Po válce žil a pracoval jako spisovatel a překladatel v Essenu, Lázních Oeynhausen, Detmoldu a Lázních Salzuflen.

## Ocenění
- 1952 Cena Friedricha Gerstäckera za Der große Kapitän
- 1956 Deutscher Jugendbuchpreis za Kein Winter für Wölfe
- 1967 Deutscher Jugendbuchpreis za Das Rätsel Nordwestpassage
- 1972 Cena Friedricha Gerstäckera za celoživotní tvorbu
- 1977 Řád za zásluhy
- 1983 Großer Preis der Deutschen Akademie für Kinder- und Jugendliteratur e.V. Volkach

## Dílo
- Der große Kapitän, Braunschweig u.a. 1950
- Der weiße Kondor, Braunschweig 1952
- Kein Winter für Wölfe, Braunschweig 1955
- Das Elefantenjahr, Braunschweig 1957
- Renntiere für Point Barrow, Vídeň 1959
- Die Hunde der Götter, Minden (Westf.) 1960
- Korroborri, Braunschweig 1960
- ... die Katzen von Sansibar zählen, Braunschweig 1962
- Eine Brücke über die Breusch, Lahr/Schwarzwald 1965
- Das Rätsel Nordwestpassage, Braunschweig 1966
- Die weiße Schwester der Seminolen, Lahr/Schwarzwald 1966
- Jeder lebt von seinem Traum, Baden-Baden 1968
- Nachbarn des Nordwinds, Braunschweig 1968
- Wagnis und Weite, Würzburg 1969
- Der beste Doktor weit und breit, Recklinghausen 1970
- Der hartnäckige Finne, Vídeň 1970
- Piblokto, Baden-Baden 1970
- Suzumé, Sohn der Samurai, Würzburg 1970
- Turmmusik und andere Anekdoten, Konstanz 1970
- Herbstliches Herz, Würzburg 1971
- Hinter den Bergen das Gold, Würzburg 1971
- Kapitäne, Schiffe, Abenteurer, Bayreuth 1971
- Das Gespenst von Kioto, Würzburg 1972
- Große Jagd auf allen Meeren, Bayreuth 1972
- Nebel vor Foyn, Baden-Baden 1972
- Vorwärts, Balto, Würzburg 1972
- Nur ein Punkt auf der Landkarte, Würzburg 1973
- Rebellen am Red River, Würzburg 1974
- Rückzug nach Süden, Würzburg 1975, ISBN 3-401-03746-3
- Vorstoß in tödliche Tiefen, Bayreuth 1975
- Vitus J. Bering, Balve/Sauerland 1976
- Auf Geheimkurs - Australien Saga I, Würzburg 1977 ISBN 3-401-01588-5
- Hoch im Norden neues Land, Bayreuth 1977
- Weit hinter dem Wüstenmond - Australien Saga II, Würzburg 1977 ISBN 3-401-01589-3
- Wie Sand vor dem Wind, Würzburg 1979
- Das große Kurt-Lütgen-Buch, Bayreuth 1980
- Auf einer Insel weit draußen im Meer, Bayreuth 1981
- Feuer in der Prärie, Würzburg 1982
- Ein Leben für die Rocky Mountains, Würzburg 1983
- Sein letzter Löwe, Stuttgart 1984
- Wächter der Wildnis, Würzburg 1985
- Meine Insel, Recklinghausen 1986

### Redaktor
- "Fahr gen Himmel mit der Brigg" und achtzehn andere Seegeschichten, Minden (Westf.) 1952
- Geschichten deutscher Erzähler, Minden (Westf.) 1963
- Humor in der Technik, Essen
  - 1. Heitere Geschichten, unterhaltsame Anekdoten, Kuriositäten, Satiren in Vers und Prosa, 1950
- Japan aus erster Hand, Würzburg 1978
- Das merkwürdige Wrack, Würzburg 1973
- Die schönsten Tiergeschichten aus aller Welt, Mnichov 1989

### Překlady
- Phyllis Bottome: Das letzte Geschenk, Essen-Steele (Ruhr) 1949 (spolupracovník Wilhelm Dorn)
- Joyce Cary: Frau Mondays Verwandlung, Essen-Steele (Ruhr) 1949 (spolupracovník Wilhelm Dorn)
- Joyce Cary: Im Schatten des Lebens, Essen-Steele (Ruhr) 1948 (spolupracovník Wilhelm Dorn)
- George Finkel: Antarktika, Dortmund 1977
- Curt Gentry: Das Geheimnis der Goldmine, Würzburg 1973
- Ernestine Hill: Meine Liebe muß warten, Minden (Westf.) 1961
- Hyman Levy: Ein Weltbild für Menschen unserer Zeit, Essen-Steele, Ruhr 1947 (spolupracovník Wilhelm Dorn)
- Chris McManus: Das verhexte Schiff, Minden (Westf.) 1960
- Jeannette Mirsky: Ohne Kompaß und Schwert, Würzburg 1973
- Ohne Fahrplan, Minden (Westf.) 1955
- Irving Wallace: Die fabelhaften Originale, Minden (Westf.) 1962